# 1926年臺灣
|        | 臺灣歷史 \| 台灣歷史年表 |
| 世纪： | 19世纪臺灣 \| 20世纪臺灣 \| 21世纪臺灣 |
| 年代： | 1890年代臺灣 \| 1900年代臺灣 \| 1910年代臺灣 \| 1920年代臺灣 \| 1930年代臺灣 \| 1940年代臺灣 \| 1950年代臺灣                                           |
| 年份： | 1921年臺灣 \| 1922年臺灣 \| 1923年臺灣 \| 1924年臺灣 \| 1925年臺灣 \| 1926年臺灣 \| 1927年臺灣 \| 1928年臺灣 \| 1929年臺灣 \| 1930年臺灣 \| 1931年臺灣 |
| 纪年： | 丙寅年（虎年）、日本大正15年、昭和元年 |

1926年臺灣舉辦了中部臺灣共進會，臺灣農民組合成立。

## 政府

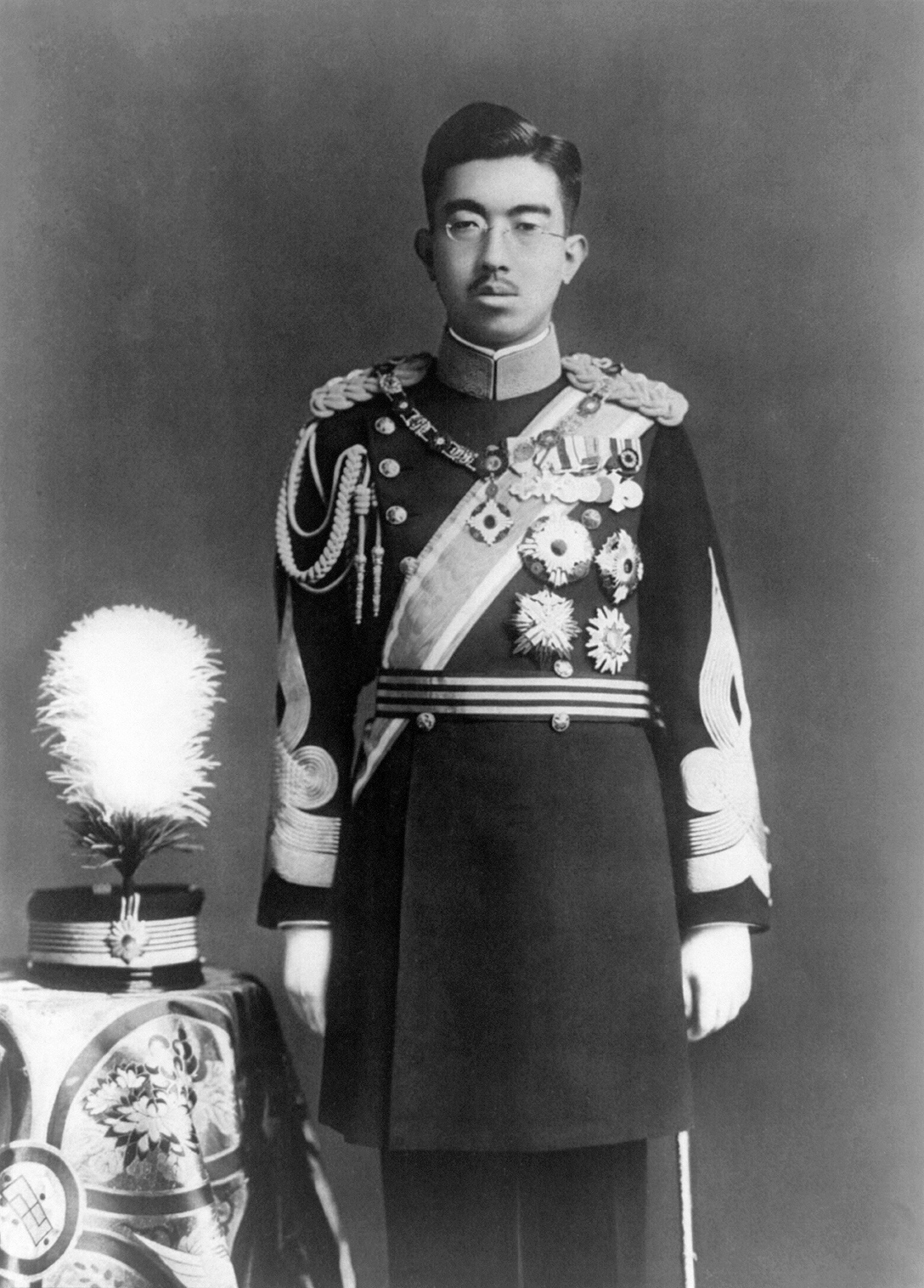
天皇：昭和天皇
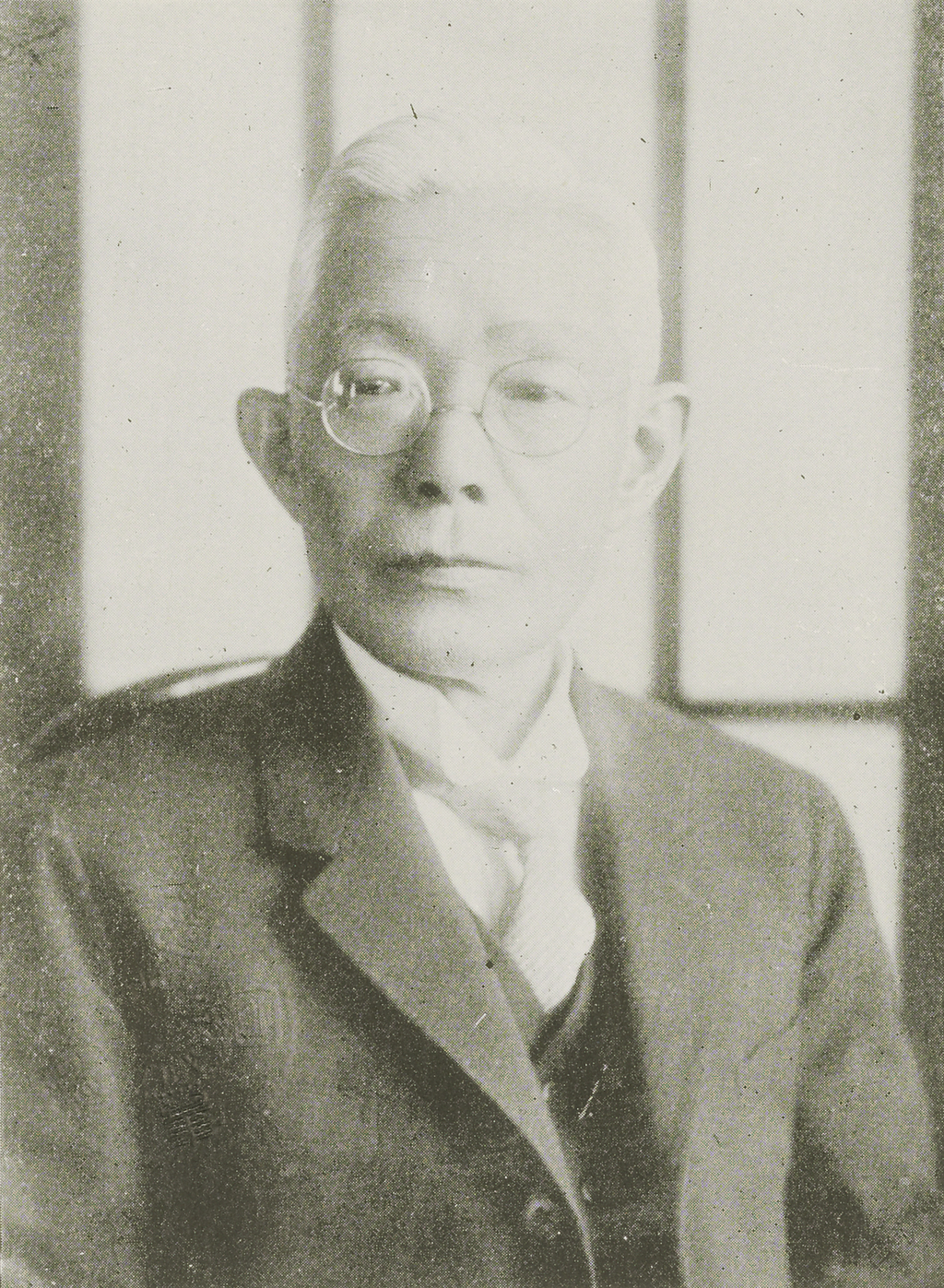
臺灣總督：上山滿之進
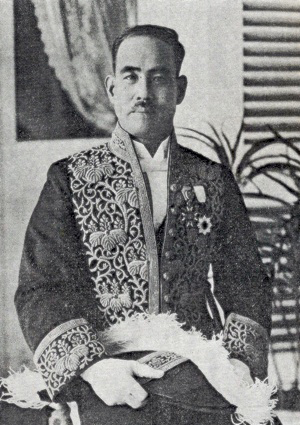
總務長官：後藤文夫

### 成員變動

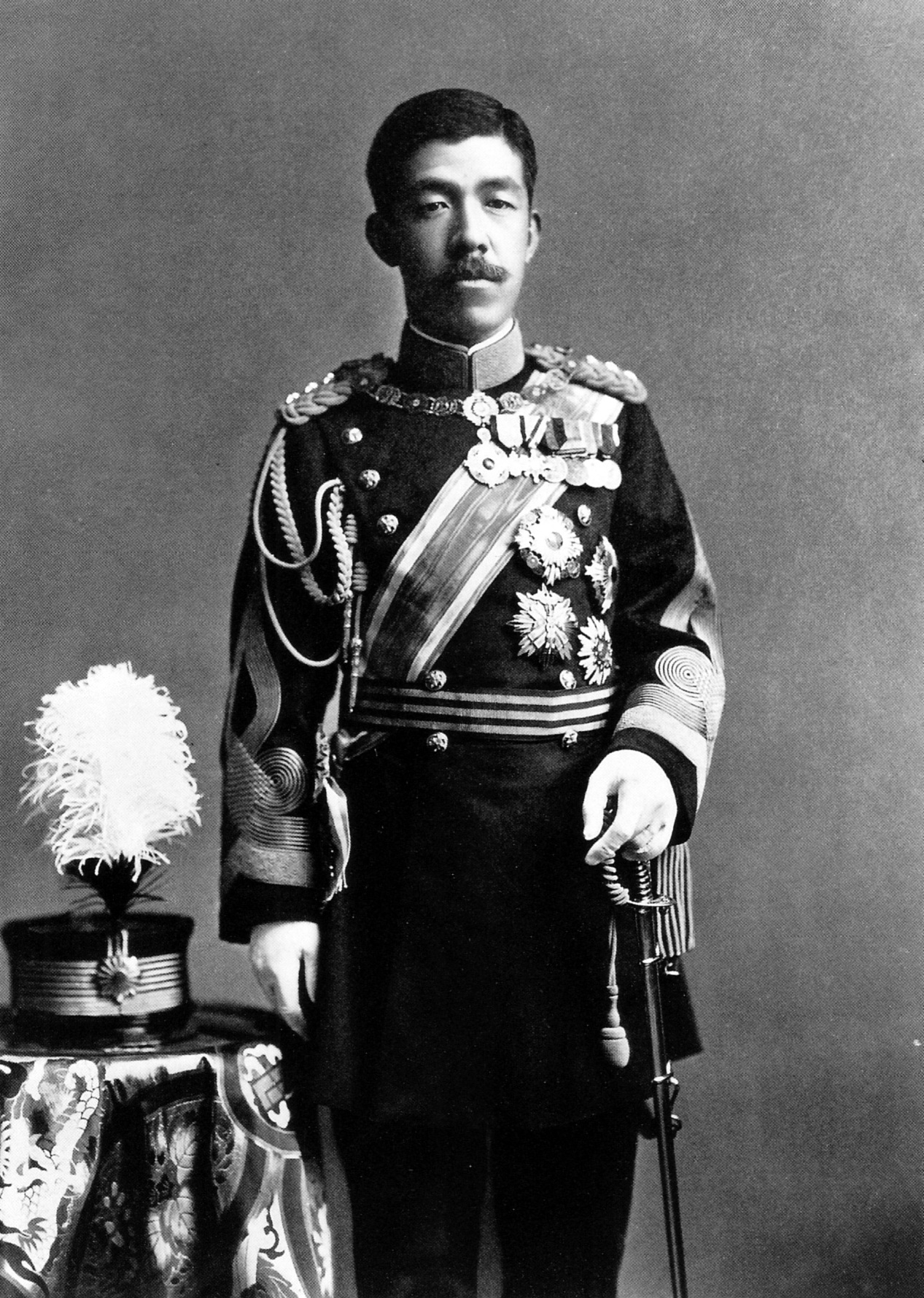
天皇：大正天皇（逝世）
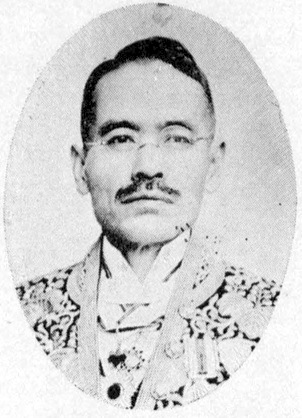
臺灣總督：伊澤多喜男（辭職）

## 大事記

### 1月
- 1月2日——臺北市公營魚市場開幕。
- 1月10日——成立大甲日新會[1]:204。
- 1月24日——東港84戶大火。
- 1月26日——旗山水道(自來水)竣工。

### 2月
- 2月9日——第七次臺灣議會設置請願運動[1]:204。
- 2月26日——「移出入植物取締法」修正，臺灣自此成為日本本土熱帶水果產物供應地，開啟了香蕉、鳳梨、芒果、西瓜..等聞名世界產業的榮景。同年臺灣青果同業組合、臺灣鳳梨罐頭同業組合、臺灣產業株式會社一一成立。

### 3月
- 3月28日——在臺中市舉辦了中部臺灣共進會[2]:295。
- 3月14日——馬偕博士設立之艋舺教會舉辦建堂50週年紀念會
- 3月26日——東部鐵道開通(玉里至花蓮港)。

### 4月
- 4月1日——「臺灣傳染病預防令」實施。
- 4月6日——中部臺灣勸業共進會結束。[2]:295
- 4月23日——大日本米穀會於臺北鐵道飯店召開大會，將種米命名為「蓬萊米」，隨後臺灣支部成立，將臺灣產米列入日本生產範圍內。
- 4月25日——臺南運河開通式。[3]:154

### 5月
- 5月21日——臺北市京町改築舉行地鎮祭及開工式。[3]:155

### 6月
- 6月6日——大甲農民組合成立[1]:204。
- 6月14日——曾文農民組合成立[1]:204。
- 6月28日——臺灣農民組合成立[1]:204。

### 7月
- 7月22日——諸羅婦女協進會成立[1]:204。

### 8月
- 8月6日——臺灣文化協會舉辦第三次夏季學校，活動到8月15日結束[1]:204。

### 10月
- 10月9日——北部豪雨，蘭陽三郡多處受災、基隆河氾濫。[3]:156
- 10月27日——北白川宮能久親王妃富子來台。[3]:157

### 11月
- 11月27日——臺灣黑色青年聯盟成立（一說為12月17日）[1]:204。

### 12月
- 12月30日——大東信託株式會社創立[1]:205。

## 出生
- 1月17日——楊英風，雕塑家。（1997年逝世）
- 3月31日——曾文惠，總統李登輝夫人。
- 4月1日——孤蓬萬里，本名吳建堂。作家、歌人、醫師。1996年獲得日本第44回菊池寬賞。（1998年逝世）
- 6月20日——吳耀庭，企業家。大統集團創辦人。（2013年逝世）
- 7月21日——林曙光，作家、民俗學者。著有《打狗采風錄》、《高雄人物述評》。（2000年逝世）
- 9月2日——余陳月瑛，政治人物、黨外運動參與者。曾任台灣省議員、高雄縣長。為台灣首位女縣長。（2014年逝世）
- 9月28日——黃金島，二二八事件中參與「二七部隊」。（2019年逝世）
- 10月5日——辜寬敏，台灣獨立運動參與者。出身鹿港辜家，曾出資贊助在日本臺獨刊物《臺灣青年》。
- 12月30日——陳時英，政治人物。曾任彰化縣縣長。（1995年逝世）